# Негрени (Олт)
Негрени (рум. Negreni) насеље је у Румунији у округу Олт у општини Скорничешти. Oпштина се налази на надморској висини од 209 m.

## Становништво
Према подацима из 2002. године у насељу је живело 1223 становника, од којих су сви румунске националности.